# Eugnathogobius illotus
Az Eugnathogobius illotus a csontos halak (Osteichthyes) főosztályának a sugarasúszójú halak (Actinopterygii) osztályába, ezen belül a sügéralakúak (Perciformes) rendjébe, a gébfélék (Gobiidae) családjába és a Gobionellinae alcsaládjába tartozó faj.

## Előfordulása
Az Eugnathogobius illotus elterjedési területe a Csendes-óceán nyugati részének a középső szakaszánál van, Thaiföld, Szingapúr, Brunei és a Fülöp-szigetek vizei között.

## Életmódja
Ez a trópusi gébféle egyaránt megél a sós-, édes- és brakkvízben is. Fenéklakó halfaj.